# Jacinto Calvo
Jacinto Calvo López (Vivero, 4 de junio de 1903 - La Coruña, 24 de julio de 1993) fue un industrial pastelero y político socialista de Galicia, España.
De niño se trasladó con su familia a Lugo, donde se establecieron como pasteleros. Allí aprendió el oficio de la familia y trabajó junto con su padre y sus ocho hermanos. Ingresó en 1923 en la Unión General de Trabajadores (UGT) y en 1931 en el Partido Socialista Obrero Español (PSOE). Llegó a la secretaría general de ambas formaciones en la capital lucense y también en la Federación provincial del PSOE. Por dos veces, en las elecciones generales de 1933 y de 1936, fue candidato a ocupar escaño en las Cortes, pero no salió elegido. Durante la revolución de 1934 fue miembro del comité revolucionario local, por lo que fue procesado y condenado a prisión. En abril de 1936 fue elegido compromisario para la elección del presidente de la República y participó en la redacción del Estatuto de Autonomía de Galicia de 1936 aprobado en referéndum en junio de ese año.
Al producirse la sublevación militar de julio de 1936 que dio lugar a la Guerra Civil, participó en la llamada a la formación de milicias para detener a las tropas acuartelados en Lugo, pero dado el rápido control de Galicia por los alzados, huyó a Portugal y después a Francia, no regresando hasta 1951. El resto de la dictadura franquista siguió en el negocio familiar. En las primeras elecciones democráticas en 1977 durante la Transición fue de nuevo candidato al Congreso en la Candidatura Democrática Gallega por la circunscripción electoral de Lugo, no siendo elegido. No obstante, en las elecciones de 1982 y 1986, obtuvo el escaño como senador. En la constitución del Senado en 1982 y 1986, presidió la sesión constituyente por ser el senador de más edad. Tras su fallecimiento se constituyó la Fundación Jacinto Calvo que tiene como ámbito de actuación la provincia de Lugo y que promueve acciones destinadas al desarrolló económico y social de la provincia, así como la socialización del conocimiento y la innovación.